# 1571년

## 연호
- 명(明) 융경(隆慶) 5년
- 일본(日本) 겐키(元亀) 2년
- 후 레 왕조(後黎朝) 찐찌(正治) 14년
- 막 왕조(莫朝) 숭캉(崇康) 4년

## 기년
- 류큐(琉球) 쇼겐왕(尚元王) 16년
- 명(明) 목종 융경제(穆宗 隆慶帝) 5년
- 조선(朝鮮) 선조(宣祖) 4년
- 후 레 왕조(後黎朝) 영종(英宗) 15년
- 막 왕조(莫朝) 막머우헙(莫茂洽) 7년

## 사건
- 10월 7일 - 베네치아 공화국, 로마 교황, 스페인 동맹함대가, 레판토(그리스어 나브팍토스)에서 벌어진 레판토 해전서 투르크 함대를 격파하다.

## 탄생
- 10월 29일 - 이탈리아의 화가 카라바조. (~1610년)
- 12월 27일 - 독일의 수학자, 천문학자 요하네스 케플러. (~1630년)

### 미상
- 아즈치모모야마 시대부터 에도 시대 전기의 무장・다이묘 다카하시 모토타네. (~1614년)

## 사망
- 10월 21일 - 일본 센고쿠 시대 다이묘 호조 우지야스. (1515년~)